# Catherine ou Une vie sans joie
Catherine ou Une vie sans joie o (Une vie sans joie) è un film del 1924 diretto da Albert Dieudonné e Jean Renoir.
Catherine ou Une vie sans joie fu pensato da Renoir per la moglie Catherine Hessling, ma venne proiettato solo privatamente. Nel 1927, Albert Dieudonné ne fece un secondo montaggio che uscì in sala con il titolo Une vie sans joie.

## Trama
Catherine Ferrand è un'orfana che viene allevata nella casa di Georges Mallet, candidato sindaco, a Varance nel Midi francese. I pettegolezzi e la gelosia della moglie lo costringono ad allontanarla dalla sua casa. La ragazza viene accolta da sua sorella, Mme Lasné, che abita a Nizza. La donna ha un figlio ammalato, Maurice. I due giovani si innamorano, ma durante i festeggiamenti del Carnevale il giovane muore tra le braccia della ragazza. La famiglia la scaccia di casa. Catherine cerca un altro impiego e torna a Varance. Mallet la assume come segretaria. La moglie si separa da lui e la cittadinanza gli diventa ostile. Per non danneggiarlo ulteriormente, Catherine lascia il paese. Sale su un tramway che, privato della guida dell'autista, sta correndo verso un precipizio. Mallet giunge appena in tempo in soccorso e salva Catherine da una fine drammatica. Rinuncia alla carriera politica per stare con lei.

## Produzione
Il film fu prodotto da Jean Renoir per consentire alla moglie, Catherine Hessling, di debuttare come attrice. La distribuzione fu affidata a Pierre Braunberger.

### Regia
La regia del film fu affidata ad Albert Dieudonné, che Renoir aveva conosciuto grazie alla cognata Véra Sergine, attrice nella stessa compagnia teatrale, e che sarebbe diventato famoso come interprete protagonista del film Napoleone di Abel Gance.
Renoir avrebbe dovuto essere soltanto il produttore. Tuttavia egli stesso racconta nel suo libro di memorie che «... non poteva trattenersi dall'intervenire continuamente nella regia... il demone della regia era in me e si sarebbe manifestato senza che io potessi opporgli alcuna resistenza».

### Riprese
Gli esterni furono girati a Cagnes-sur-Mer, Saint-Paul-de-Vence, Nizza. Il film fu girato da marzo a maggio del 1924.

### Una questione legale
Poco prima che il film uscisse nelle sale pubbliche, una controversia legale contrappose Jean Renoir ad Albert Dieudonné e la conseguenza fu che fu sospeso lo sfruttamento commerciale del film per tre anni. Una sentenza del tribunale attribuì la paternità dell'opera a Dieudonné.

### Prima
La prima proiezione pubblica avvenne il 9 novembre 1927 a Parigi, con il titolo Une vie sans joie.

## Critica
Giorgio De Vincenti coglie nel film "anticipazioni" di temi che caratterizzeranno le opere successive e ritrova soluzioni formali che diventeranno mezzi stilistici ricorrenti nel regista.

### Temi
- L'amore fra la serva e il padrone malato, che ritroveremo nel Diario di una cameriera e più in generale:
- Il rapporto servo-padrone presente anche in Nanà, ne La regola del gioco e in Picnic alla francese;
- La morte del o della protagonista mentre in strada la folla si diverte, come ne La cagna, in Madame Bovary, ne L'angelo del male.

### Tecniche cinematografiche
- Uso dei carrelli (De Vincenti)
- "Scarti improvvisi", "montaggio frenetico"[5]

Daniele Dottorini osserva: «... il film è marcato dalla presenza di Renoir, non fosse altro che per degli scarti improvvisi della regia in un film dalla struttura narrativa piuttosto tradizionale» e, come esemplificazione, cita il "montaggio frenetico" che caratterizza la sequenza del ballo-seduzione dei due amanti e la sfilata carnevalesca.

## Distribuzione attuale
Nel 2006, il film fu distribuito in DVD dalla Filmax S.A.